# Растіслав Станя
Растіслав Станя (словац. Rastislav Staňa; 10 січня 1980, м. Кошиці, ЧССР) — колишній словацький хокеїст, воротар.

## Ігрова кар'єра
Вихованець хокейної школи ХК «Кошиці». Виступав за «Мус-Джо Ворріорс» (ЗХЛ), «Калгарі Гітмен» (ЗХЛ), «Портленд Пайретс» (АХЛ), «Річмонд Ренегейдс» (ECHL) «Вашингтон Кепіталс», ХК «Седертельє», ХК «Мальме», ХК «Лінчепінг», «Сєвєрсталь» (Череповець), ЦСКА (Москва), «Спарту» (Прага).
У чемпіонатах НХЛ — 6 матчів.
У складі національної збірної Словаччини провів 48 матчів; учасник зимових Олімпійських ігор 2002 і 2010 (1 матч), учасник чемпіонатів світу 2001, 2002, 2003, 2004, 2005, 2006, 2009 і 2010 (11 матчів), учасник Кубка світу 2004. У складі молодіжної збірної Словаччини учасник чемпіонату світу 2000.

## Досягнення
- Чемпіон світу (2002), бронзовий призер (2003)
- Срібний призер чемпіонату Швеції (2007, 2008).

### Виступи за збірну
| Турнир                          | Ігор | Хв. | ПШ | «0» | КН   |
| ------------------------------- | ---- | --- | -- | --- | ---- |
| Молодіжний чемпіонат світу-2000 | 4    | 204 | 8  | 0   | 2.35 |
| Олімпійські ігри-2002           | 1    | 60  | 1  | 0   | 1.00 |
| Чемпіонат світу-2002            | 3    | 180 | 8  | 1   | 2.67 |
| Чемпіонат світу-2003            | 2    | 120 | 4  | 0   | 2.00 |
| Кубок світу-2004                | 2    | 88  | 6  | 0   | 4.09 |
| Чемпіонат світу-2005            | 2    | 92  | 6  | 0   | 3.91 |
| Чемпіонат світу-2009            | 2    | 125 | 4  | 0   | 1.92 |
| Чемпіонат світу-2010            | 2    | 75  | 4  | 0   | 3.20 |